# Teatro Valparaíso
El Teatro Valparaíso, al final de sus días conocido como Club Valparaíso, fue un teatro ubicado en la Plaza Victoria de Valparaíso, específicamente en la esquina de la calle Victoria y el pasaje peatonal Lira, que funcionó allí entre 1937 y 1998, año en que fue demolido.
Enmarcado dentro del estilo art déco, fue uno de los primeros edificios modernos de la ciudad. Durante su apogeo, se trató de un edificio emblemático, por su amplia actividad social y cultural.
En su lugar actualmente se emplaza una multitienda Ripley.

## Historia

### Los terrenos antes del teatro

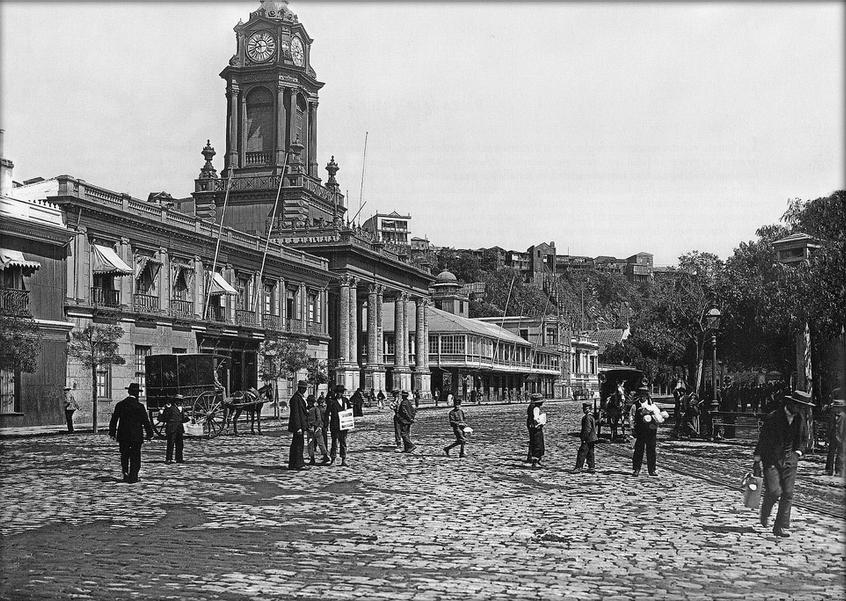
La antigua casa donde más tarde se ubicó el Teatro Valparaíso, antes del terremoto de Valparaíso de 1906, junto a la también desaparecida Parroquia del Espíritu Santo.

En la calle Victoria frente a la Plaza Victoria, entre las calles Lira y Edwards (antigua calle de los Cachos, que luego pasó a llamarse calle del Circo), originalmente había dos edificios de viviendas, de dos pisos cada uno, construidos alrededor de 1850. Con el tiempo, sus plantas bajas se habilitaron como locales comerciales. Una casa pertenecía a la familia Edwards, y la otra perteneció a la familia de Ramón Subercaseaux hasta 1875, año en que fue vendida a Rosario Opazo viuda de Noguera. Esta casa fue destruida por el terremoto de 1906, y sustituida por una similar, para luego ser vendida por sus herederos en 1915 a Carlos van Buren. La Sociedad de Rentas Cooperativa Vitalicia S. A., fundada en 1907, compró en 1919 la casa de los Edwards, y al año siguiente la casa de van Buren.

### El teatro

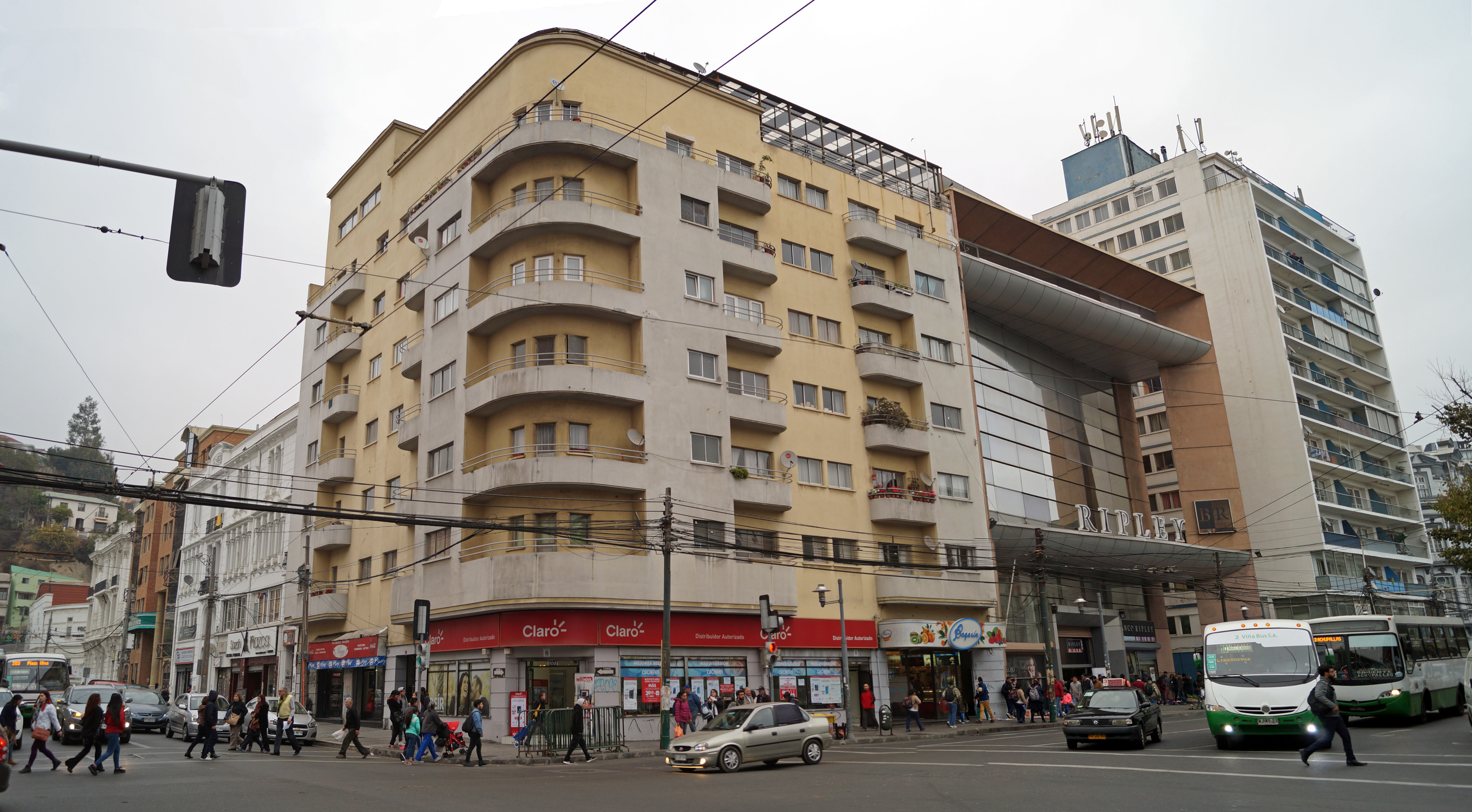
El edificio del conjunto de la Cooperativa Vitalicia que aún se conserva, junto a la multitienda Ripley, en 2017.

El teatro fue construido por Marcel Duhaut junto a otro edificio, como parte de un conjunto arquitectónico mandado a construir por la Cooperativa Vitalicia. Diseñado por el arquitecto Alfredo Vargas Stoller, se comenzó a construir en 1936 y se inauguró al año siguiente, con amplia cobertura de prensa, como un conjunto conformado por dos edificios: el Teatro Valparaíso, y un edificio que todavía se conserva hasta la actualidad, construido para albergar una estación de radio, viviendas de renta y locales comerciales (entre ellos la tradicional fuente de soda Bogarín, que todavía funciona en el mismo lugar).

### El Club Valparaíso
Luego de décadas de funcionamiento, el diseño y uso del edificio fue reacondicionado, pasando a llamarse desde entonces Club Valparaíso. El antiguo teatro comenzó a decaer en los años 1990, hasta que fue demolido en 1998, para ser reemplazado por una tienda Ripley que funciona allí hasta la actualidad.

## Arquitectura
Tanto el teatro como el edificio a su lado fueron una de las primeras edificaciones modernas de Valparaíso, diseñadas por el arquitecto Alfredo Vargas Stoller utilizando el estilo art déco propio de su época. El edificio fue construido a una altura uniforme, que generaba continuidad con los demás edificios aledaños.
El frontis principal fue construido con un sistema de doble fachada, lo que permitía un efectivo aislamiento acústico. La platea alta, que recibía el nombre de «Paraíso», fue la primera en el país es ser diseñada utilizando una única losa de concreto, de tal manera de poder prescindir de los tradicionales pilares de sustento. Los muros de la sala de proyección destacaban por sus pinturas al fresco, que se sumaban a los detalles de diseño del ingreso al teatro.
Al convertirse en Club Valparaíso, gran parte de su diseño original fue modificado.